# Volvo Penta
Volvo Penta — шведська компанія, що входить в Volvo Group, виробник суднових і промислових двигунів.

## Історія
Компанія Volvo Penta була заснована в 1907 році в місті Шевде (швед. Skövde), Швеція для розробки першого суднового двигуна «В1». Існує дві версії виникнення назви Penta. За однією з версій п'ять чоловік брали участь в розробці першого двигуна. За іншою — тільки п'ятий комплект креслень був затверджений для створення мотора в залозі. Двигуни компанії Penta швидко стали популярними. У 1927 році Penta отримала замовлення на постачання двигунів для виробництва першого легкового автомобіля Volvo.
У 1935 році компанія Volvo купила акції компанії Penta і з тих пір Volvo Penta є частиною Volvo Group.

## Діяльність
Volvo Penta постачає двигуни та силові установки для прогулянкових катерів і яхт, а також катерів, призначених для комерційного використання («робочих» катерів) і дизельних електростанцій суднового і промислового застосування. Лінійка двигунів складається з дизельної і бензинової складових, потужністю від 10 до 800 к.с..
Компанія Volvo Penta володіє мережею дилерів, що складається з 4000 компаній у різних куточках світу.
Серед інновацій компанії в галузі суднобудування — поворотно-відкидна колонка і контр-обертові гвинти Duoprop. За останні роки Volvo Penta запропонувала нову пропульсивну систему з гвинтами, що дивляться вперед і джойстик для керування нею.